# Những chiến binh của tự do
Những chiến binh của tự do (tiếng Nga: Солдаты свободы) là một bộ phim lịch sử - chiến tranh của đạo diễn Yury Ozerov, gần như được xem là phần tiếp theo của bộ phim Giải phóng, ra mắt lần đầu năm 1977.

## Diễn viên
- Mikhail Ulyanov... Tướng Zhukov
- Yevgeny Matveyev... Leonid Brezhnev
- Vasily Lanovoy... Andrey Grechko
- Stefan Getsov... Georgy Dimitrov
- Bohus Pastorek... Klement Gottwald
- Horst Preusker... Wilhelm Pieck
- Yakov Tripolsky... Iosif Stalin
- Lubomir Kabakchiyev... Palmiro Togliatti
- Boris Belov... Moris Tores
- Peter Stefanou... Todor Zhivkov
- Vladlen Davydov... Tướng Konstantin Rokossovsky
- Károly Ujlaky... János Kádár
- Miklós Benedek... Tướng Ludvik Svoboda
- Anton Gorchev... Dobri Dzhurov
- Violeta Bahchevanova... Roza Dimitrova
- Valentin Kazancki... Winston Churchill
- Stanisław Jaśkiewicz... Franklin D.Roosevelt
- Naum Shopov... Vua Boris III
- Fritz Diez... Adolf Hitler
- Horst Gill... Otto Günsche
- Pavel Popandov... Tzano Velchev
- Valentin Gadzhokov... Atanas Hadzhiyanchev
- Zlatko Pavlov... Zdravko
- Nikolai Ouzounov... Tzvyatko
- Zbigniew Józefowicz... Piotr Jaroszewicz
- Edward Linde-Lubaszenk... Edward Gierek
- Jerzy Turek